# Uppsala (comuna)
Uppsala (em sueco: Uppsala;  ouça a pronúncia) ou Upsália é uma comuna da Suécia localizada no condado de Uppsala. Sua capital é a cidade de Uppsala.
Tem 2 182 quilômetros quadrados e de acordo com o censo de 2022, havia 242 140 pessoas.
É constituída por um terreno plano, atravessado de norte a sul pela "crista de Uppsala" (em sueco: Uppsalaåsen), uma elevação formada por materiais resultantes da erosão provocada pelo degelo de glaciares antigos. Está coberta por terrenos agrícolas e florestas.

## Localidades principais
Localidades com mais população da comuna (2019):

- Uppsala - 164 535 habitantes
- Sävja - 9 914 habitantes
- Storvreta - 6 343 habitantes
- Björklinge - 3 397 habitantes
- Bälinge - 2 583 habitantes
- Jälla - 2 017 habitantes
- Ultuna - 1 514 habitantes
- Lövstalöt - 1 458 habitantes
- Lövstalöt - 1 404 habitantes
- Vänge - 1 297 habitantes

## Comunicações
A comuna de Uppsala é atravessada  pela estrada europeia estrada europeia E4 (Haparanda-Uppsala-Helsingborg), no sentido norte-sul, e pelas estradas nacionais 72 (Uppsala-Sala) e 55 (Uppsala-Norrköping).                                                                                                                                          
Tem ligações ferroviárias com Estocolmo, Sundsvall, Östersund, Gävle.                                                                                                   

## Economia
A economia da comuna é fortemente caracterizada pela cidade de Uppsala, que abriga 21 000 empresas, das quais 13 000 são "empresas de uma só pessoa". Elas atuam sobretudo na fabricação de equipamentos de informática, produtos farmacêuticos, alimentos, cerâmica e produtos de concreto e impressão tipográfica. A Universidade de Uppsala e a Universidade de Ciências Agrárias da Suécia têm um papel relevante no alavancamento da economia local.